# Rhinobatos lentiginosus
Espèce
Statut de conservation UICN

 NT  : Quasi menacé
Rhinobatos lentiginosus est une espèce de raie.